# FIFA 97
FIFA 97 é um jogo eletrônico de futebol desenvolvido pela EA Canada e distribuído pela Eletronic Arts, e foi lançado em 1996 para os consoles PlayStation 1, SNES, Mega Drive, Sega Saturn e PC.
O jogo inovou ao trazer a opção da modalidade "Futsal", porém com algumas regras um pouco diferentes, como a bola não sair pela lateral. Além disso, a área do goleiro era quadrada. Esse modo de jogo, porém tinha muitos bugs, já que as bolas normalmente ficavam presas nas diagonais da quadra.

## Equipes Disponíveis
FIFA 97 esteve presente as mesmas ligas do FIFA 96.
- MLS